# 卡勒姆·馬歇爾
卡勒姆·馬歇爾(英語：Callum Marshall，2004年11月28日—）是一名北愛爾蘭職業足球員，司職前鋒，現效力於英超球會韋斯咸，同時他也是北愛爾蘭足球代表隊成員。

## 早年
馬歇爾於2004年出生於北愛爾蘭格倫格姆雷。他就讀於格倫格姆雷綜合小學。

## 球會生涯
馬歇爾的足球生涯始於北愛爾蘭的班戈流浪，7歲前一直效力該隊，之後轉投格倫杜蘭青訓。隨後佢又再跳槽到至死敵林菲爾德青訓學院。2021年11月2日，佢喺北愛爾蘭聯賽盃對北愛警察隊（PSNI）一仗上演地標戰，並且射入首個入球，助球隊11-0狂炒對手。28日後，佢喺北愛爾蘭超級足球聯賽對卡域克流浪足球會（Carrick Rangers）時，於90分鐘後備入替文辛加，完成聯賽首次上陣兼助球隊以2-0贏波。
2022年1月，馬歇爾加盟英超球會韋斯咸青年軍。馬歇爾在對西布朗青年軍的首戰即射入首個入球<。2023年4月，馬歇爾幫助隊殺入足總青年盃決賽，作客酋長球場以5-1大破阿仙奴捧盃。馬歇爾接應基甸·高杜亞傳中近門窩利射入，以2-0奠定勝局。2024年1月16日，馬歇爾喺足總盃對布里斯托城一仗於80分鐘以後備入替上陣，完成正選隊的首次上陣，可惜球隊以0-1出局。
2024年1月26日，馬歇爾被外借到英冠球會西布朗至季尾。2月3日，馬歇爾在對伯明翰的比賽中於62分鐘入替湯馬士-阿辛迪，首次披甲即助球隊以1-0絕殺對手。同年4月，由於外借期間僅上陣55分鐘，西布朗准許馬歇爾提早返韋斯咸與U21隊跟操，但保留隨時召回的權利。
2024年8月9日，馬歇爾外借到英甲球會哈德斯菲爾德一季。8月13日，馬歇爾在聯賽盃對摩甘比（Morecambe）首度上陣，38分鐘為球會先開紀錄兼助攻丹尼·華特埋齋，助球隊以3-0大勝。憑住全季搏盡交出入球助攻「14+」的數據，馬歇爾更當選哈德斯菲爾德年度最佳球員。

## 國際賽生涯
馬歇爾曾代表北愛爾蘭參加青年軍的國際賽。2023年，他被召入北愛爾蘭國家足球隊。馬歇爾於2023年6月16日對丹麥的比賽中作為替補上場，並在比賽末段射入首球，原本以為會為北愛爾蘭戲劇性追和，但該入球因VAR被判無效。

## 比賽風格
馬歇爾可以擔任前鋒或翼鋒。

## 球會統計
最後更新：比賽已於2025年2月27日舉行
| 球會          | 球季     | 聯賽                 | 聯賽 | 聯賽 | 足總盃 | 足總盃 | 聯賽盃 | 聯賽盃 | 其他 | 其他 | 總數 | 總數 |
| 球會          | 球季     | 聯賽                 | 出場 | 入球 | 出場   | 入球   | 出場   | 入球   | 出場 | 入球 | 出場 | 入球 |
| ------------- | -------- | -------------------- | ---- | ---- | ------ | ------ | ------ | ------ | ---- | ---- | ---- | ---- |
| 林菲爾德      | 2021–22  | 北愛爾蘭超級足球聯賽 | 2    | 0    | 0      | 0      | 2      | 1      | —    | —    | 4    | 1    |
| 韋斯咸 U21    | 2022–23  | —                    | —    | —    | —      | —      | —      | —      | 2    | 0    | 2    | 0    |
| 韋斯咸 U21    | 2023–24  | —                    | —    | —    | —      | —      | —      | —      | 4    | 3    | 4    | 3    |
| 韋斯咸 U21    | 總數     | 總數                 | —    | —    | —      | —      | —      | —      | 6    | 3    | 6    | 3    |
| 韋斯咸        | 2022–23  | 英超                 | 0    | 0    | 0      | 0      | 0      | 0      | 0    | 0    | 0    | 0    |
| 韋斯咸        | 2023–24  | 英超                 | 0    | 0    | 1      | 0      | 0      | 0      | 0    | 0    | 1    | 0    |
| 韋斯咸        | 總數     | 總數                 | 0    | 0    | 1      | 0      | 0      | 0      | 0    | 0    | 1    | 0    |
| 西布朗 (借用) | 2023–24  | 英冠                 | 3    | 0    | 0      | 0      | 0      | 0      | —    | —    | 3    | 0    |
| 哈德斯菲爾德  | 2024-25  | 英甲                 | 19   | 6    | 1      | 0      | 2      | 1      | 0    | 0    | 22   | 7    |
| 生涯總數      | 生涯總數 | 生涯總數             | 24   | 6    | 2      | 0      | 4      | 2      | 6    | 3    | 36   | 11   |

1. 1 2  附屬會員盃出場

## 榮譽
韋斯咸 U18
- 英格蘭足總青年盃: 2022–23（英语：2022–23 EFL Trophy）[25]
- U18 英超南區（英语：Professional Development League）: 2023[26]

個人
- 哈德斯菲爾德年度最佳球員: 2024–25（英语：2024–25 Huddersfield Town A.F.C. season）[19]

## 外部連結
- Soccerway資料庫：卡勒姆·馬歇爾
- worldfootball.net：卡勒姆·馬歇爾之統計數據 （英文）
- 卡勒姆·馬歇爾在 National-Football-Teams.com 上的出场纪录